# Musée régional de Rimouski
Le musée régional de Rimouski est une institution muséale située à Rimouski, dans la région du Bas-Saint-Laurent au Québec et dont la mission est la diffusion de l'art contemporain par le biais d'expositions, d'activités d'interprétation et d'animation. Le musée est aussi un lieu de diffusion en histoire et en sciences.

## Description
Le musée loge dans la plus ancienne église de pierre de l'Est du Québec. L'édifice est situé au centre-ville de Rimouski, directement face au fleuve Saint-Laurent, entre la cathédrale Saint-Germain de Rimouski et l'Institut maritime du Québec. Depuis sa construction en 1823, l'édifice a connu plusieurs modifications architecturales liées à l'utilisation qu'en on fait ses propriétaires successifs. Le bâtiment à d'abord servit comme église, puis il est devenu le premier Séminaire de Rimouski, pour ensuite devenir la maison-mère des sœurs du Saint-Rosaire, être converti en couvent avant de devenir musée en 1972.
Le musée s'est donné comme mission d'être un « lieu d'exposition, d'interprétation et d'animation en art contemporain, en histoire et en sciences »,.

## Historique
L'église Saint-Germain est construite en 1823 et ouverte comme lieu de culte en 1824,. Elle est abandonnée comme lieu de culte en 1862, à la suite de la construction entre 1854 et 1859 de la future cathédrale sur un site situé à proximité. L'église change alors de vocation pour devenir le Collège industriel de Rimouski qui emménage dans la sacristie pour y enseigner le commerce, l'agriculture, les arts mécaniques et la navigation. Au cours de l'année scolaire 1862, la nef de l'ancienne église, dépouillée de son ornementation, est transformée en collège de trois étages. En 1863, il devient un collège classique et à partir de 1864 on y enseigne la théologie, l'édifice devenant un collège-séminaire. Le collège-séminaire quitte définitivement l'église en 1882 pour de nouveaux locaux.
Les sœurs de la Congrégation Notre-Dame du Saint-Rosaire utilisent l'ancienne église comme maison-mère entre 1883 et 1900, puis elle sert d'école gérée par les Sœurs de la Charité à compter de 1907.
L'église est devenue le Musée régional de Rimouski le 24 juin 1972.
Au début des années 1990, le conseil d'administration du musée régional de Rimouski décide qu'il est impératif de réaménager les locaux du musée, car le bâtiment ne répond plus aux nouvelles exigences en matière de muséologie. L'édifice ne rencontre plus les normes en vigueur concernant l'humidité, la luminosité ou la température dans les salles d'exposition et de conservation. En 1992, le projet de réaménagement est lancé en utilisant la formule d'un concours d'architecture.

## Publication du musée
Le musée participe aussi à la publication et à l'édition de livres sur l'art, particulièrement pour les artistes en art contemporain qui y présentent des expositions. Ainsi en février 2008, le musée lançait la 100e publication de son histoire, un livre dédié à l'artiste Claire Savoie.
En 2009, la Société des musées québécois décerne son prix « Publication » au musée pour le livre Tenir Gros - Alain Benoit, une monographie sur cet artiste québécois publié en collaboration avec deux institutions françaises.
En 2013, le musée publie le livre suivant : Riopelle à Saint-Fabien-sur-Mer, 1944-1945 : les années charnières, à la suite de l'exposition en honneur du peintre Jean Paul Riopelle.

## Affiliation
Le musée fait partie du regroupement muséal « Rimouski, mes musées », un organisme créé par quatre musées rimouskois et dont l'objectif est de « consolider l’offre de chacun des musées dans un but promotionnel pour ainsi accroître la fréquentation et la notoriété de chacune des institutions ».